# DARPA Grand Challenge
Il DARPA Grand Challenge è una competizione per veicoli senza guidatore, finanziata dalla DARPA, la più importante agenzia del Dipartimento della difesa degli Stati Uniti per lo sviluppo delle tecnologie militari.
Il primo DARPA Grand Challenge ha avuto luogo nel 2004 nel deserto del Mojave, su un percorso previsto di circa 150 miglia, nessuno dei veicoli riuscì a completare il percorso (il migliore percorse circa 7 miglia), perciò il premio previsto di un milione di dollari non fu assegnato.
Nell'edizione successiva del 2005, 5 veicoli su 23 riuscirono a completare il percorso e il team vincitore risultò quello dell'università di Stanford che completò il percorso in circa 7 ore, che si aggiudicò quindi il premio previsto per la seconda edizione pari a due milioni di dollari.
L'edizione del 2007 si svolse in una base aeronautica della california, in un ambiente che simulava quello urbano con tanto di segnaletica, ostacoli. Il percorso di 60 miglia doveva essere completato in un tempo inferiore alle 6 ore. La sfida fu vinta dall'università Carnegie Mellon.